# Syracuse, Kansas
Syracuse là một thành phố thuộc quận Hamilton, tiểu bang Kansas, Hoa Kỳ. Năm 2010, dân số của xã này là 1812 người.

## Dân số
Dân số các năm:
- Năm 2000: 1824 người
- Năm 2010: 1812 người